# Jardin botanique de l'Université de Ljubljana

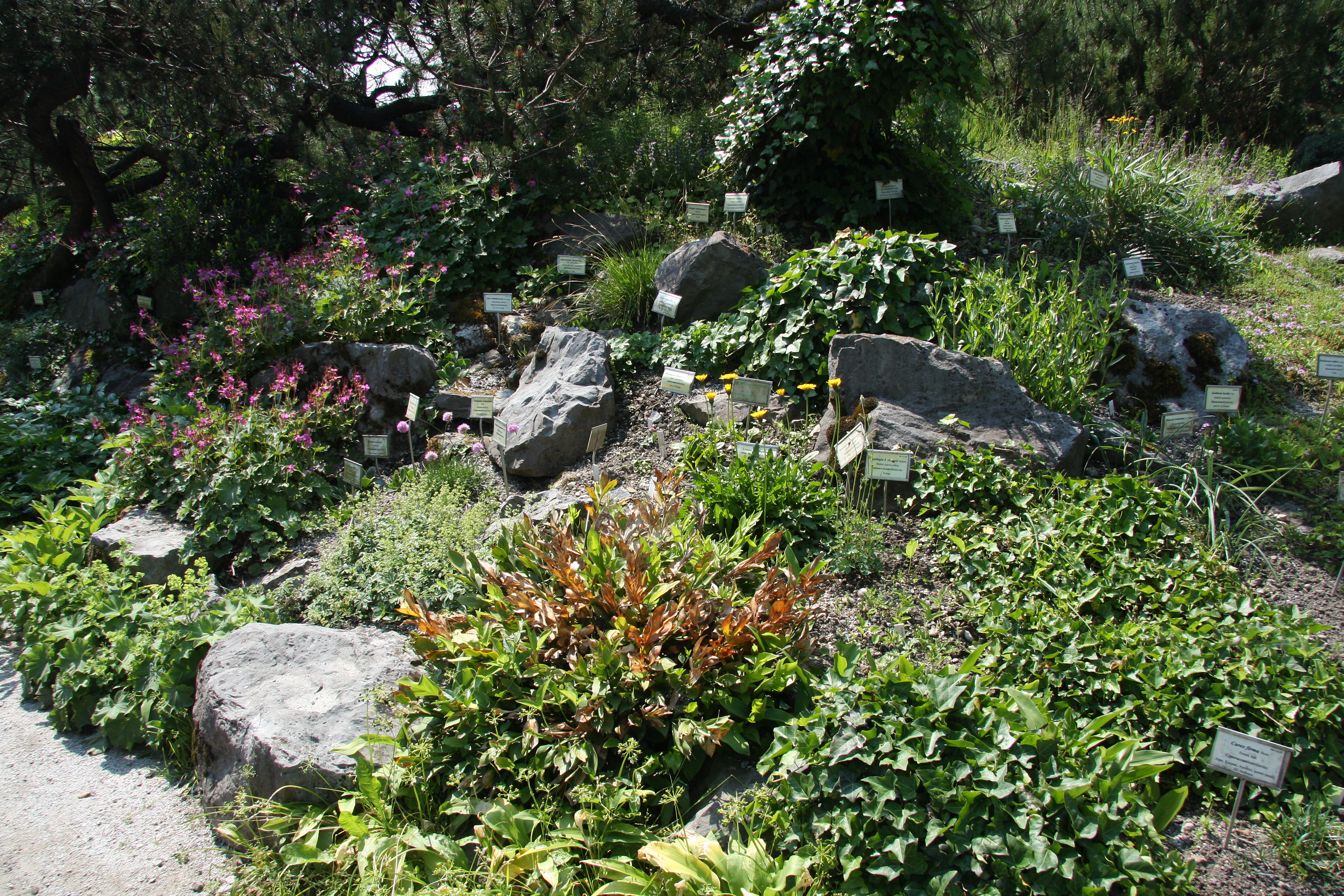
Rockery in the Ljubljana Botanical Garden

Le jardin botanique de Ljubljana (en slovène Ljubljanski botanični vrt), officiellement jardin botanique de l'Université de Ljubljana (Botanični vrt Univerze v Ljubljani), est le jardin botanique et arboretum principal de Slovénie, le plus ancien jardin botanique de l'Europe du Sud-Est et une des plus anciennes organisations culturelles, scientifiques et éducatives de Slovénie.
Il est situé dans le district central de la capitale slovène, à la rue d'Ig (Ižanska cesta) le long du canal Gruber au sud de la colline du château. Le jardin a commencé à fonctionner sous la direction de Franz Hladnik (en) en 1810, lorsque Laibach (ancien nom de Ljubljana) était la capitale des Provinces illyriennes.
L'institution est membre du réseau international Botanic Gardens Conservation International et coopère avec plus de 270 jardins botaniques à travers le monde. Son code international est LJU.
Parmi les plus de 4 500 espèces et sous-espèces de plantes présentes sur les 2 hectares du jardin, environ un tiers sont indigènes de Slovénie alors que les autres proviennent d'autres endroit en Europe et d'autres continents.